# Факултет за спорт и физичко васпитање Универзитета Црне Горе
Факултет за спорт и физичко васпитање Универзитета Црне Горе је једна од образовних институција Универзитета Црне Горе . Зграда се налази у Никшићу.

## Историја
Одсјек за физичку културу постојао је у Никшићу од 1963. године у склопу Учитељског факултета (касније Филозофског факултета). У академској 2008/2009. години свечано је отворен Факултет за спорт и физичку културу.

## Организација
Основне студије се организују на Факултету на следећим студијским програмима:
- Физичка култура
- Едукација спортских новинара
- Образовање тренера

Последипломске специјалистичке и мастер студије организују се за студијски програм Физичка култура.